# El Cilindre (Montserrat)
El Cilindre, també anomenat Cabrit és una agulla el cim de la qual ateny l'altitud de 1101 metres sobre el nivel del mar. Està ubicada a la part centre occidental occidental de la Muntanya de Montserrat y és part integrant del Grups dels Ecos.

## Història
El Cilindre va ser escalat per primera vegada l'1 de maig de 1936 per Jaume Casellas, Canal, Celdoni Espunyes, Francesc Puigaranu i Lluis Serrat, tots ells del Centre Excursionista de la Comarca del Bages (CECB).
D'acord amb Fatjó (2005) va ser tot escalant el Cilindre amb els seus amics Vicenç Soto i Albert Zanini, que en Josep Barberà va tenir la idea d'un projecte per a escalar totes i cadascuna de les agulles del massís de Montserrat. Els tres eren membres del Club Muntanyenc de Sant Cugat (CMSC). La idea va anar quallant, es van posar mans a l'obra i al projecte se'l conegué com a Operació Montserrat. Durant uns anys van sortir pràcticament cada setmana per dur a terme el que seria un rastreig sistemàtic de cada cim de la serra. Van comptar amb l'ajut de nombroses persones, però l'Albert Zanini no va arribar al final perquè va perdre la vida en un accident de cotxe. Van concloure el 12 de novembre de 1972 tot escalant una agulla propera a Can Jorba que fins aleshores no tenia nom i a la que van batejar com Agulla Zanini en record del seu malaguanyat company.
L'abundosa informació obtinguda en el decurs de l'Operació Montserrat va ser recopilada per en Josep Barberà en el seu llibre Montserrat pam a pam (Operació Montserrat).

## Aproximació

### Des de Santa Cecília
Prenem la carretera en direcció a Can Massana per a deixar-la als 25 minuts en arribar a la fita commemorativa d'un miracle. Des d'aquí enfilem el camí que porta al Coll de Port o de Porc, on arribem a la 1 hora i 10 minuts. Camins en totes direccions, agafem el que va cap a llevant en direcció al Montgròs. A la 1 hora i 37 minuts, després d'una forta pujada, haurem arribat al peu del Cabrit. Vegeu Ribera-Mariné (2004), itinerari 31.

### Des de Can Massana

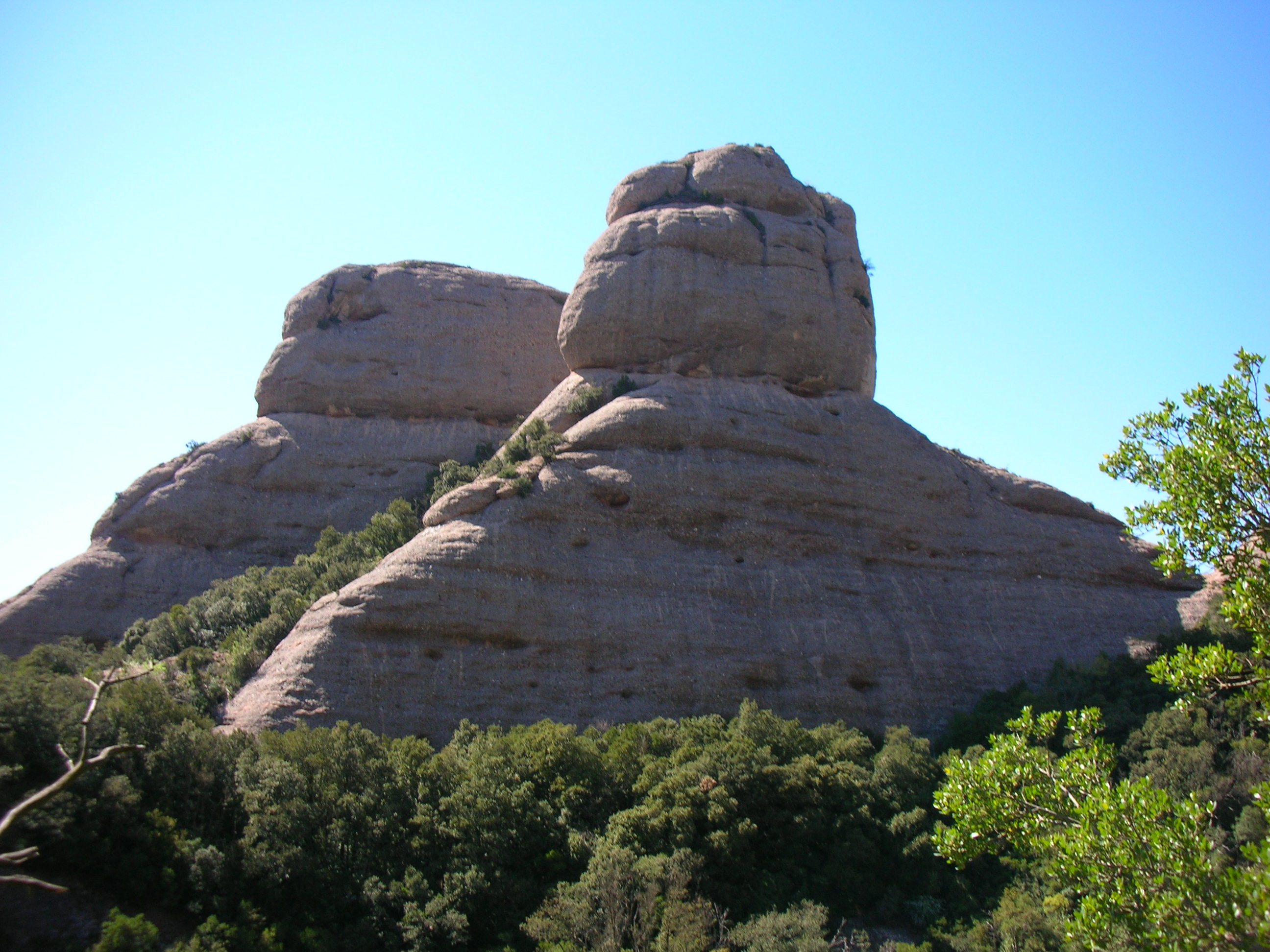
Cara est del Cilindre o Cabrit

Prenem el GR 172, senyalitzat amb marques blanques i vermelles, antigament anomenat camí de la Foradada. En arribar al Coll de Guirló, als 17 minuts, agafem el camí cap a la dreta que mena cap a les roques de la Portella, entre les quals es troba el pas del mateix nom. Hi arribem al minut 25. Continuant pel mateix camí passem pel Refugi Vicenç Barbé al minut 35, al 57 pel Pas del Príncep i a la 1 hora i 5 minuts, arribem al Coll de Port o de Porc, des d'on connectem amb l'itinerari descrit en l'apartat anterior. Encadeneu itineraris 51 i 31 de Ribera-Mariné (2004).

## Vies d'escalada
| Via              | Primera ascensió                                                         | Longitud | Dificultat | Ressenya                                              |
| ---------------- | ------------------------------------------------------------------------ | -------- | ---------- | ----------------------------------------------------- |
| Normal           | Casellas, Canal, Espunyes, Puigaranu i Serrat, l'1 de maig de 1936       | 55 m.    | IV+        | - Labraña et al. pp. 106 - kpujo.com original         |
| CES              | J. Lladó i M. López, el 23 de juliol de 1954                             | 40 m.    | IV/A2      | - Labraña et al. pp. 108                              |
| Les Abelles      | J.R. Alsina, J.E. Bueno, J.C. Serrano i X. Vidal, el 5 de febrer de 1981 |          | 5b/A2      | - kpujo.com - kpujo.com original - kpujo.com original |
| Flanagan         | J.R. Alsina, J.E. Bueno, J.C. Serrano i X. Vidal, el 27 de maig de 1981  | 110 m.   | V          | - kpujo.com original - kpujo.com original             |
| Records de Futur | Pere Sunyer i Oscar Gonzàlez, hivern anys 1993 i 1994                    | 110 m.   | VI/A2e     | - kpujo.com                                           |